# Barraca XXXVIII (Aiguamúrcia)
La Barraca XXXVIII és una obra d'Aiguamúrcia (Alt Camp) inclosa a l'Inventari del Patrimoni Arquitectònic de Catalunya.

## Descripció
És una gran construcció de planta quadrada, el seu interior és espaiós, té una fondària de 3'27 metres per 4'68 metres d'amplada, està coberta amb falsa cúpula i la seva alçada màxima podria arribar als 4 metres.
A l'interior hi podrem veure una menjadora i una fornícula. En un dels seus laterals exteriors disposa de pujadors per accedir a la coberta.